# World of Frozen
World of Frozen est un espace thématique basé sur le film La Reine des neiges de 2013. Cette zone a été inaugurée le 20 novembre 2023 à Hong Kong Disneyland puis le 6 juin 2024 à Tokyo DisneySea. Elle est aussi actuellement développée par Walt Disney Imagineering pour le parc Walt Disney Studios de Paris,,.

## Scénario
Après les événements de La Reine des neiges et avant La Reine des neiges 2, la paix et la prospérité sont enfin revenues au royaume d'Arendelle et la reine Elsa a décrété une "Fête de la Neige en Été"(Summer Snow Day) pour la gaieté des citoyens du royaume.

## Emplacements

### Hong Kong Disneyland
Le 22 novembre 2016, la Walt Disney Company et le gouvernement de Hong Kong ont annoncé des plans pour une expansion pluriannuelle de 10,9 milliards de dollars HK de Hong Kong Disneyland. L'agrandissement proposé comprend une zone sur le thème Frozen, une zone sur le thème Marvel, un château de la Belle au bois dormant repensé, de nombreuses nouvelles attractions et des divertissements en direct,,,.
Cette zone est la quatrième extension à ouvrir dans le cadre de l'expansion pluriannuelle du parc de 2018 à 2023. La zone est située entre It's a Small World et Toy Story Land. Son ouverture a lieu le 20 novembre 2023,.

### Tokyo DisneySea
Le parc Tokyo DisneySea propose une variante du concept, appelée Fantasy Springs. Le thème de cette section du parc n'est pas exclusif à La Reine des neiges mais plonge également ses invités dans le monde des films Raiponce et Peter Pan. Un nouvel hôtel de luxe sera également connecté à ce port.
Initialement, le 29 avril 2015, Oriental Land Company annonce que le huitième port en développement à Tokyo DisneySea s'appellera Scandinavia et devait ouvrir en 2020. Cette zone devait être située au Sud du port de Lost River Delta et devait être à peu près la même taille que le port Arabian Coast. Elle était également censée présenter plusieurs nouvelles attractions, boutiques et restaurants. Cependant, le port de Scandinavie a été annulé au profit de l'extension du port Mediterranean Harbor, avec Soaring: Fantastic Flight, ainsi que New Fantasyland au parc Tokyo Disneyland.
Le 14 juin 2018, Tokyo Disney Resort annonce qu'une extension appelée Fantasy Springs ouvrira ses portes à Tokyo DisneySea en 2022. Nommé Fantasy Springs, ce projet prend la place du port scandinave initialement annoncé. En octobre 2022, il a été annoncé que la date d'ouverture serait reportée au printemps 2024. Il a également été annoncé que la zone s'appellerait Frozen Kingdom . La zone ouvre le 6 juin 2024. 

### Parc Walt Disney Studios
Le 27 février 2018, le président-directeur général de la Walt Disney Company : Bob Iger annonce des plans pour une expansion de 2 milliards d'euros et pluriannuelle pour Disneyland Paris aux côtés du président français Emmanuel Macron au Palais de l'Élysée à Paris. L'agrandissement pluriannuel comprend la transformation du parc Walt Disney Studios, comprenant une zone Avengers Campus, ouvert le 20 juillet 2022, une zone Arendelle: World of Frozen et une zone Roi Lion (Star Wars à l'origine). En raison de la pandémie de Covid-19, les projets ont été repoussés et un projet a été reconsidéré. La date d'ouverture de 2026, de la zone Arendelle: World of Frozen, est annoncée le 11 août 2024.

## Attractions prévues
- Frozen Ever After[20]
- Wandering Oaken's Sliding Sleighs (uniquement à Hong Kong)[21]